# 2015 SO21
2015 SO21, também escrito como 2015 SO21, é um objeto transnetuniano que está localizado no disco disperso, uma região do Sistema Solar. Ele possui uma magnitude absoluta de 6,7 e tem um diâmetro estimado de 201 km. O astrônomo Mike Brown lista este objeto em sua página na internet como um candidato a possível planeta anão.

## Descoberta
2015 SO21 foi descoberto no dia 17 de setembro de 2015 pelo Calar Alto TNO Survey.

## Órbita
A órbita de 2015 SO21 tem uma excentricidade de 0,354 e possui um semieixo maior de 60,124 UA. O seu periélio leva o mesmo a uma distância de 38,828 UA em relação ao Sol e seu afélio a 81,421 UA.